# Flamenco Sketches
Flamenco Sketches (deutsch: Flamenco-Skizzen) ist eine Jazzkomposition von Miles Davis und Bill Evans. Die Ballade wurde zuerst auf dem Miles-Davis-Album Kind of Blue im Jahr 1959 veröffentlicht.

## Die Komposition
Das Stück hat keine niedergeschriebene Melodie und wird eher durch einen Satz Akkord-Änderungen definiert, die über die verschiedenen Modi der Hauptskala von jeder Tonalität improvisiert werden. Peter Niklas Wilson schrieb dazu: „Komposition war für ihn eben nicht mehr präzise Vorstrukturierung einer definitiven Klangvorstellung, sondern ein Impuls für einen musikalischen Prozess mit ungewissem Ausgang.“ Der spanische Klang des Stücks erklärt sich aus der Verwendung der phrygisch-dominanten Tonleiter (auch spanisch-phrygische Tonleiter genannt), einer heptatonischen Tonleiter, die im spanischen Flamenco verwendet wird.
Bill Evans beschrieb das Stück in den Liner Notes wie folgt: „Flamenco Sketches ist eine Serie von fünf Skalen, die jeweils so lange gespielt werden können, wie es der Solist wünscht, bis er die Serie durchgespielt hat.“ Martin Spring schrieb dazu: „So verschob der modale Jazz die Architektur weg vom vorhersehbaren Akkordwechsel und, wie wir aus Evans’ Notiz sehen, weg von einer vorgegebenen Dauer eines Solos.“
Bei der Erstaufnahme des Stückes spielte Jimmy Cobb das Schlagzeug mit Besen, was die ruhige und entspannte Art des Stückes unterstreicht.

## Wirkung
Mark Brüggemeier schrieb bei rollingstone.de über die Wirkung von Flamenco Sketches auf die Zusammenarbeit von Gil Evans und Miles Davis bei Sketches of Spain: „Davis machte sich an seine dritte Zusammenarbeit mit dem kanadischen Arrangeur Gil Evans. Er wollte dort anknüpfen, wo er mit ‚Flamenco Sketches‘ auf ›Kind Of Blue‹ aufgehört hatte.“

### Rezeption
Alan Kurtz schrieb bei jazz.com über die Originalversion des Songs: „Mit rundum herrlich klaren Soli (insbesondere Coltranes) dauert Flamenco Sketches neun Minuten, aber man möchte, dass es ewig so weitergeht. Genau so lange, wie dieses atemberaubend schöne Meisterwerk des modernen Jazz leben wird. Ewig.“

### Weitere Aufnahmen
Joe Henderson nahm das Stück für sein Album So Near, So Far (Musings for Miles) auf. Chris Botti nahm das Stück im Jahr 2009 für sein Album Chris Botti in Boston auf und spielt das Stück auch regelmäßig bei Live-Auftritten.